# Софинальпе
Софинальпе (нем. Sophienalpe) — луг в горах на западе Вены, частая цель для прогулок и вылазок на природу. Назван по имени Софии Баварской, матери императора Франца Иосифа I, которая часто проводила здесь лето.

## География
На Софинальпе можно добраться пешком по одной из множества тропинок, в том числе по одному из венских пеших маршрутов, либо на машине по дороге Софинальпенштрасе (Sophienalpenstraße) с южной (из венского Хадерсдорфа, Пенцинг) или северной (из венского Нойвальдэгга, Хернальс) стороны. На юге луга находится Франц-Карл-Фернзихт (Franz-Karl-Fernsicht) — никак специально не оборудованное место на высоте 488 метров, откуда, однако, открывается хороший вид на множество гор Венского Леса, Гутенштайнских Альп и Шнеберга. На востоке, между горами Дахаберг (Dahaberg) и Хюгелькуппен (Hügelkuppen) отсюда можно увидеть и небольшой участок Вены. В северной части расположен одноимённый с местностью ресторан-отель.

## Фуникулёр (1872—1881)
В 1872 году промышленник Георг Зигль устроил к востоку от луга, от долины ручья Хальтербах (Halterbach), фуникулёр. Его длина составляла 682 м, высота подъёма — 108 м. Это было, во многом, экспериментальное сооружение: вместо одной колеи с разъездами, фуникулёр был двухколейным. Благодаря этому, работа подъёмника требовала лишь несколько лошадиных сил, за счёт использования идеи противовеса.
Открытые четырёхместные «кабинки» были очень похожи на обычные тогда кареты, и приводились в движение с помощью троса под днищем. На ограде фуникулёра через равные промежутки были развешаны красные лакированые железные шары — для лучшей видимости, и для предупреждения, — отсюда местное название «Knöpferlbahn», что переводится примерно как «кнопочная дорога». Фуникулёр просуществовал только до 1881 года. Трасса, по которой он проходил, сохранилась в виде прямого участка подъёма к лугу.

## Галерея

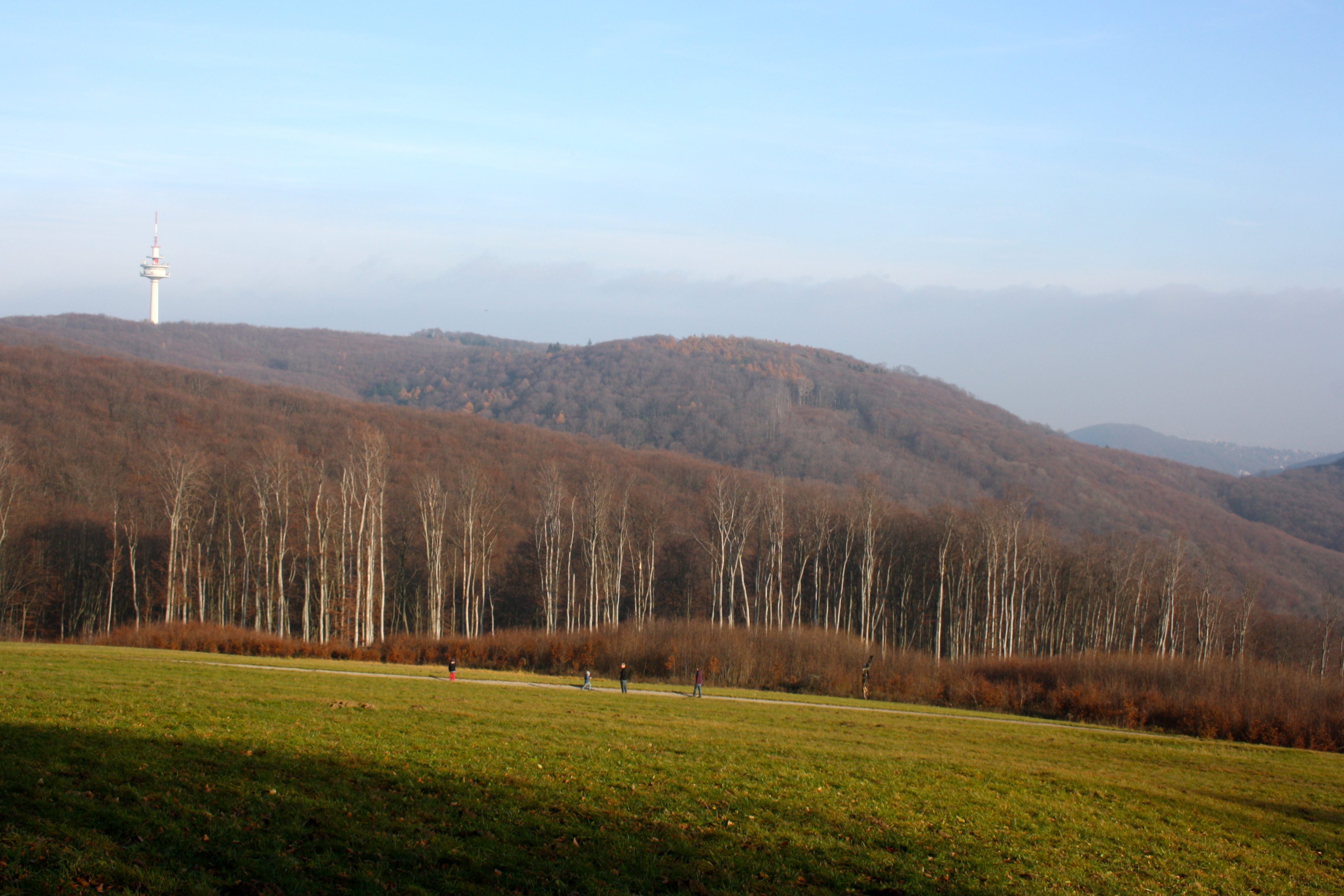
Вид с Франц-Карл-Фернзихта
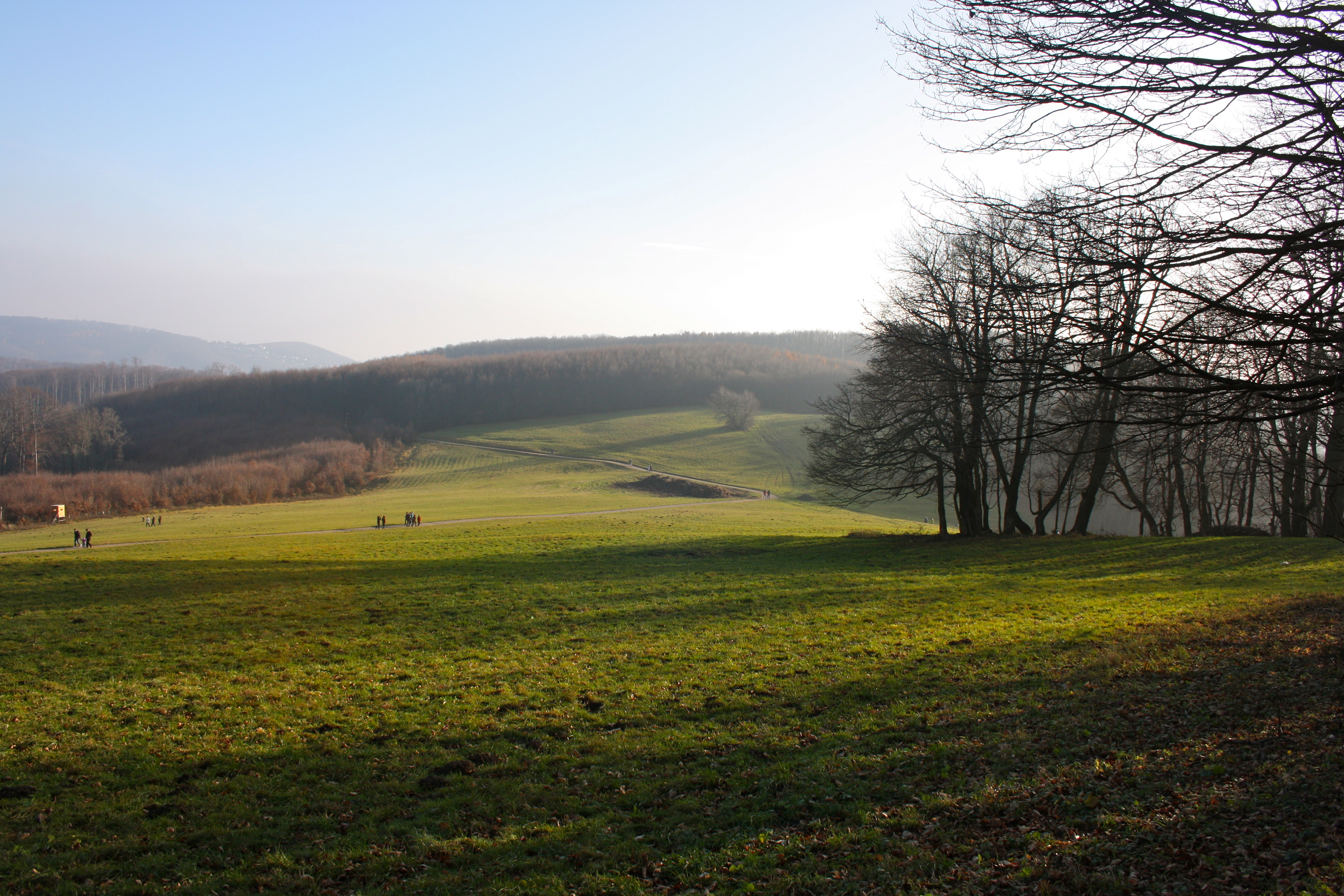
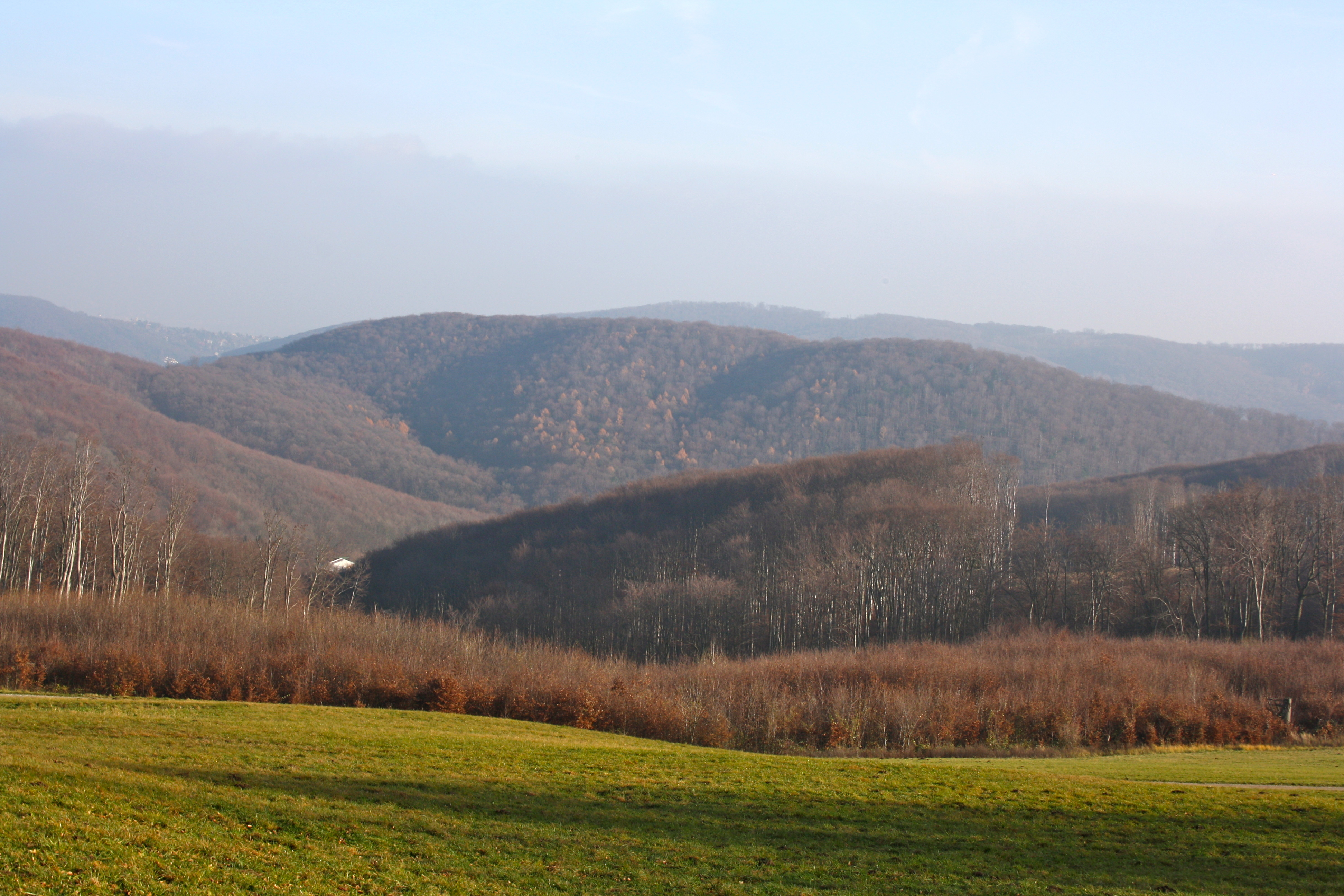
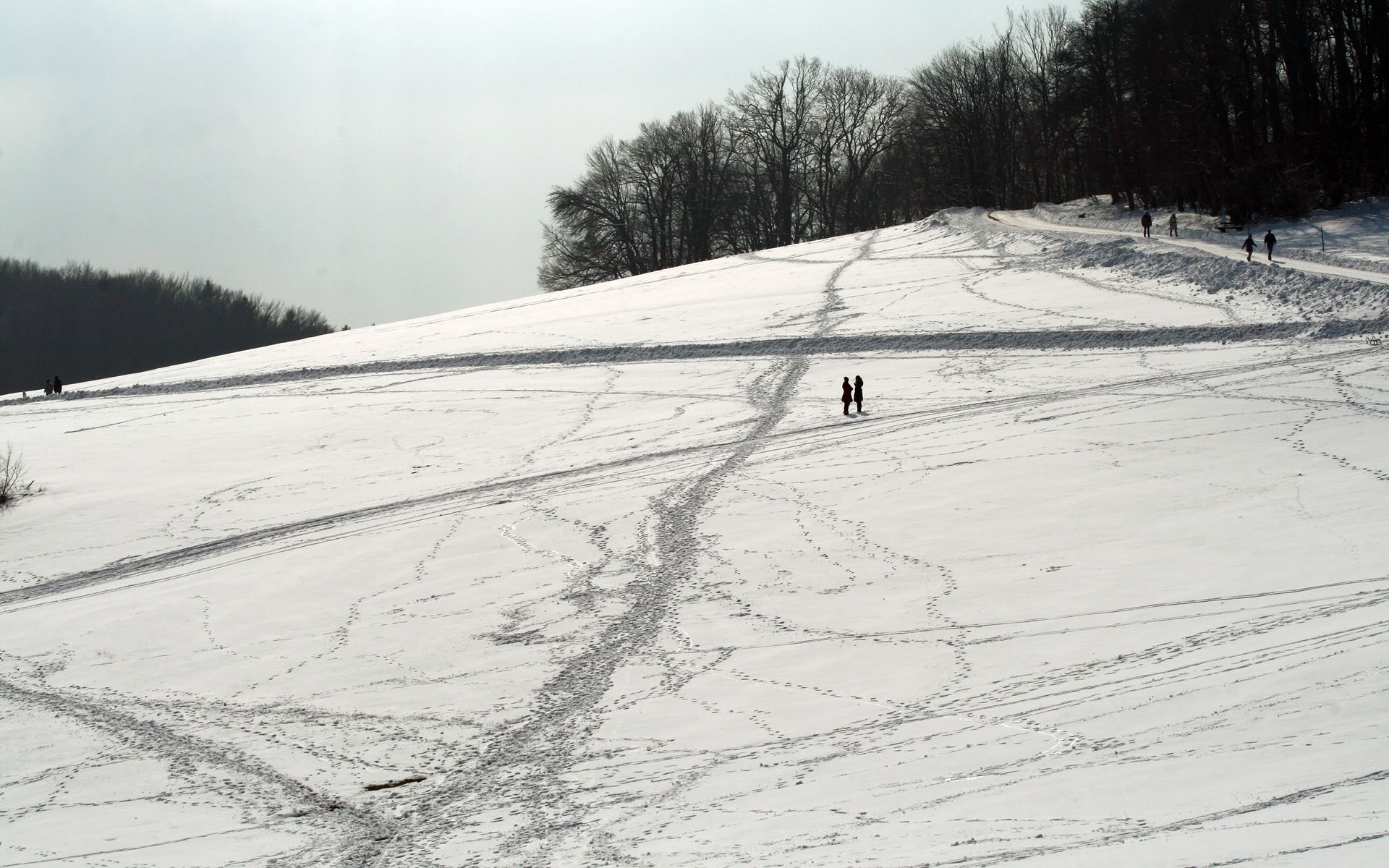
Зимой
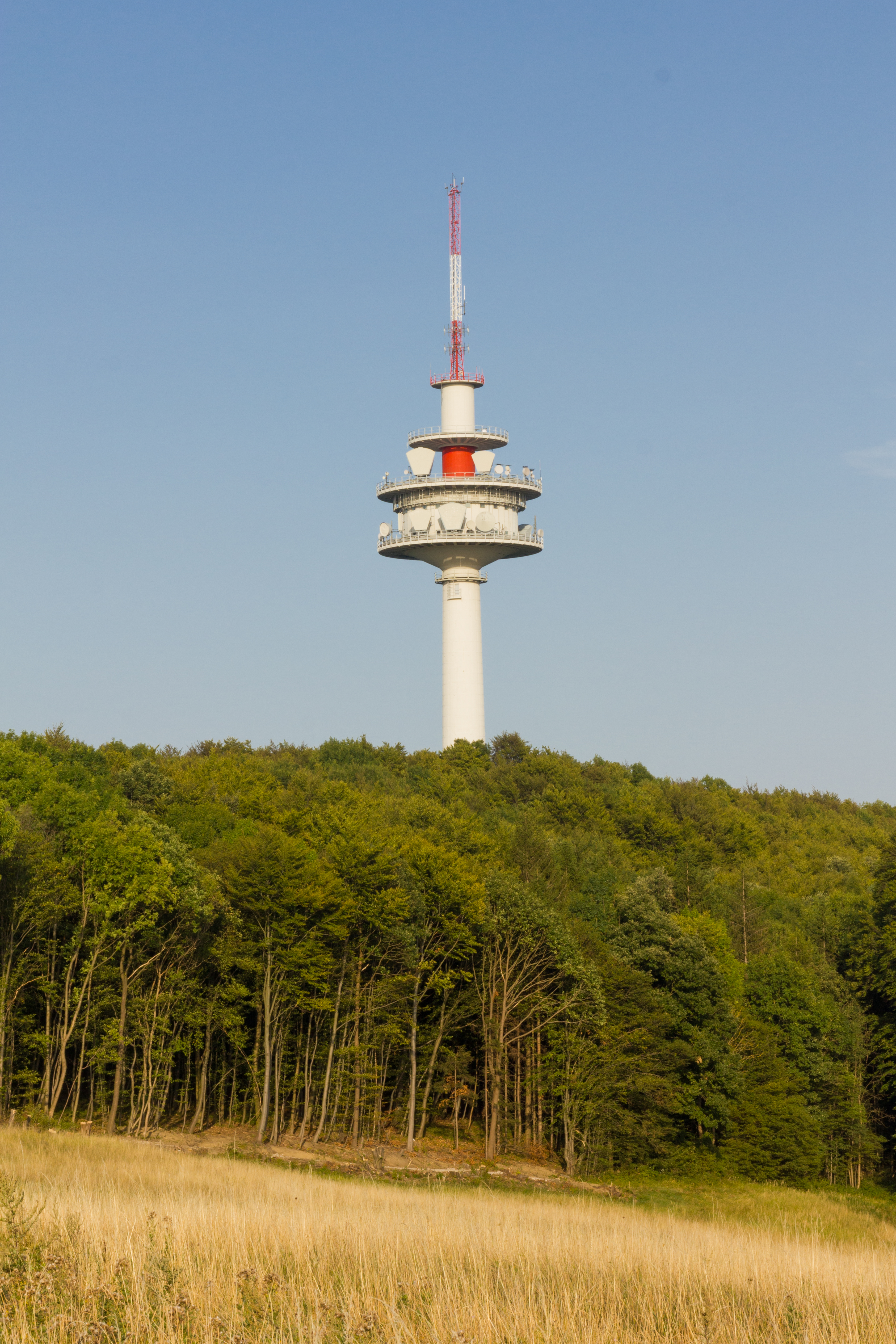
Передатчик Экзельберг
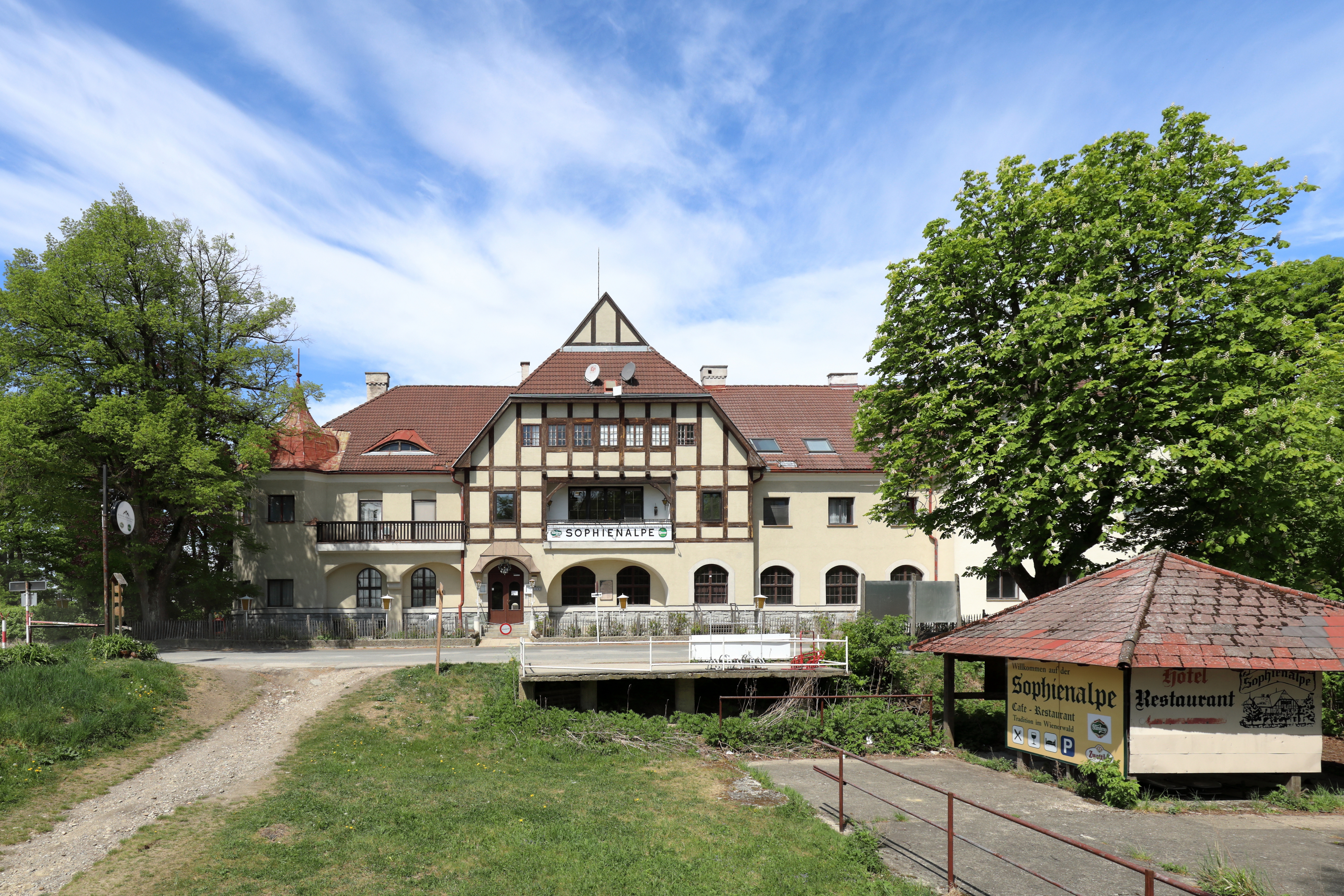
Ресторан-отель